# Viktor Czerweny von Arland
Viktor Czerweny von Arland (* 14. März 1877 in Deutschlandsberg; † 27. September 1956 in Graz) war ein österreichischer Erfinder und Industrieller. Er gilt als Erfinder der Czerweny-Zündholzautomatmaschine, durch welche die gesamte Familie Weltruhm erlangte.

## Kindheit und Ausbildung
Viktor Czerweny kam am 14. März 1877 in Deutschlandsberg als erster Sohn des Industriellen Franz Czerweny und dessen Frau, Marianne Pojatzi, zur Welt. Er absolvierte die örtliche Pflichtschule und maturierte 1895 mit Auszeichnung an der Landesoberrealschule in Graz. Danach folgte eine einjährige Militärzeit beim 3. Korps-Artillerie-Regiment in Graz, nach deren Ende er mit einem Studium zum Bautechniker begann. Im Jahr 1898 unterzog er sich der 1. Staatsprüfung, welche er „mit Auszeichnung“ bestand.

## Beruflicher Werdegang
Zu Studienzwecken bereiste Czerweny nach seiner Staatsprüfung von 1899 bis 1900 Ägypten und Italien, um dort Baukunst und bildende Kunst zu studieren. Wegen personeller Veränderungen in der Zündwarenfabrik seines Vaters wurde er jedoch noch vor Ende des Studiums nach Deutschlandsberg zurückgeholt, wo er am 21. Juli 1901 als Beamter in den Betrieb eintrat. Am 24. Dezember 1901 übernahm er die Stelle eines Prokuristen. 1903 avancierte er zum Direktor des Deutschlandsberger Werkes der neu gegründeten SOLO-Zündwaren- und Wichsefabriken AG.
Bei seiner Tätigkeit für das Werk profitierte Czerweny in hohem Maße von seinen bautechnischen Kenntnissen. Unter ihm begann im Unternehmen eine Zeit der technischen Modernisierungen und der Erweiterungen. Seiner Initiative entsprangen die Neubauten der Licht- und Kraftzentrale, des Schwedentraktes, der Schälerei und des großen Magazins. Die Einführung des Automatmaschinenbetriebes und der Aufbau eines betriebseigenen Sägewerks lassen sich ebenfalls auf sein Wirken zurückführen. 1909 berief ihn die Zentralleitung zum Direktor der Stainzer Fabrik. 1910 erhielt er die Oberaufsicht über das Werk in Graz und 1911 für die Fabrik Görz. 1912 ging er als Abgesandter des Konzerns nach Nordamerika, worauf sich der bisherige Export vervierfachte.
Während des Ersten Weltkrieges hielt Czerweny den Betrieb trotz des Mangels an Arbeitskräften und vollwertigen Materialien aufrecht. Am 31. Dezember 1920 trat Czerweny von der Leitung der Fabriken in Deutschlandsberg und Stainz zurück.
1939 erwarb Viktor Czerweny von Arland die Aktienmehrheit der in Graz-Andritz ansässigen Papier- und Zellulosefabrik Karl Kranz und übernahm deren Aufsichtsratsvorsitz. Damit trat er in die Fußstapfen seines Großvaters Florian Pojatzi, der neben der Zündholzproduktion auch an verschiedenen Papierfabriken für die Herstellung von Spezialpapieren zur Verpackung von Zündhölzchen beteiligt war.
Die Straßennamen Papierfabrikgasse und Am Arlandgrund (letzterer um 1999 mit Wohnbauten verbaut) in Graz-Andritz erinnern an die Papierfabrik Arland am linken oberen Grazer Mühlgang (Wasserkraft) und an der Mur (Holzflößung) etwa 3 km oberhalb der (heute:) Keplerbrücke.

## Soziales und politisches Wirken
Neben seiner beruflichen Tätigkeit widmete Viktor Czerweny einen Großteil seiner Zeit dem öffentlichen Leben. Ab 1907 engagierte er sich im Gemeinderat und im Bezirksausschuss. 1910 wurde er zum Vertreter des Kaiserlich-Königlichen Ministeriums für Kultus und Unterricht in der Deutschlandsberger Fortbildungsschule ernannt und ab 1911 war er Mitglied des Sparkassen-Ausschusses. Ab 1917 gehörte er dem Kuratorium der Landesfürsorgestelle für heimkehrende Krieger des Landes Steiermark und der Bezirkskommission für Tuberkulosebekämpfung an. Von 1920 an war er außerdem Obmann der Arbeiterunfallversicherungsanstalt für die Steiermark und Kärnten. Für sein Schaffen wurde er 1917 mit dem Ingenieurtitel honoriert.

## Erfindungen
Bereits 1898 hatten Viktor Czerweny und sein Bruder Robert (1878–1962) mit der Entwicklung eines ersten Zündholzautomaten begonnen. Das erste Versuchsmodell der Czerweny Automatmaschine ist heute im Technischen Museum Wien zu besichtigen. Ein zweites Versuchsmodell wurde 1905 fertiggestellt. Es war über mehrere Jahre in Stainz in Dienst. Wegen seiner geringen Größe konnte es jedoch nur 200.000 Hölzer in der Stunde produzieren.
Die von Gildemeister gebaute vierte Maschine wurde 1908 ebenfalls in Stainz aufgestellt. Sie erreichte eine Leistung von 375.000 Hölzern pro Stunde und blieb bis 1927 dauerhaft in Betrieb. Eine weitere Konstruktion wurde 1909 von der Union A.G. in Augsburg gefertigt. Sie fertigte stündlich 500.000 Hölzer, wog etwa 180.000 kg und kostete 50.000 Goldkronen (ca. 250.000 Euro).
1912 war die Technologie so weit ausgereift und in allen wichtigen Punkten so durchgebildet, dass die Maschine Nr. 23 als betriebssicheres Instrument Einzug in die Fabrikation halten konnte. Die Aufstellung des Automaten ging einher mit der Umstellung der nach einem Gesetz vom 13. Juli 1909 mittlerweile verbotenen Phosphor- auf die Schwedenfabrikation. Die Stundenleistung der Maschinen lag zu dieser Zeit bei 800.000 Hölzchen.
Nachdem über Jahre nur kleine Änderungen vorgenommen worden waren und der Krieg die Konstruktionsarbeit fast zum Erliegen gebracht hatte, gelang im Jahr 1916 ein entscheidender Fortschritt. Durch die Schaffung des nadellosen Einstoßes wurde die Leistung der Maschine deutlich erhöht. Durch diese Innovation konnten auch ältere, umgerüstete Modelle bis zu eine Million Hölzer pro Stunde produzieren. Für die neue Maschine, als deren Erfinder Viktor Czerweny gilt, an deren Entwicklung aber auch sein Bruder Robert in hohem Maße beteiligt war, gab es ein Weltpatent. Sie wurde in großer Stückzahl gebaut und kam weltweit zum Einsatz.